# GeoGuessr
GeoGuessr « Let’s explore the World! » est un jeu vidéo en ligne sorti le 9 mai 2013 et développé par Anton Wallén, un consultant en technologie de l’information suédois. Le jeu est basé sur la base de données de Google Maps pour la carte du monde ainsi que sur Google Street View pour la navigation virtuelle. Le joueur apparaît dans un endroit au hasard dans le mode Street View et son but est de retrouver l’endroit où il se situe via une mappemonde.
En août 2019, après l'augmentation des tarifs d'accès aux API Google, Geoguessr restreint l'accès gratuit au jeu et met en place un système d'abonnement payant qui permet de jouer à la version originale de manière illimitée. En février 2024, l'offre gratuite est retirée et le jeu devient accessible uniquement par abonnement.

## Développement

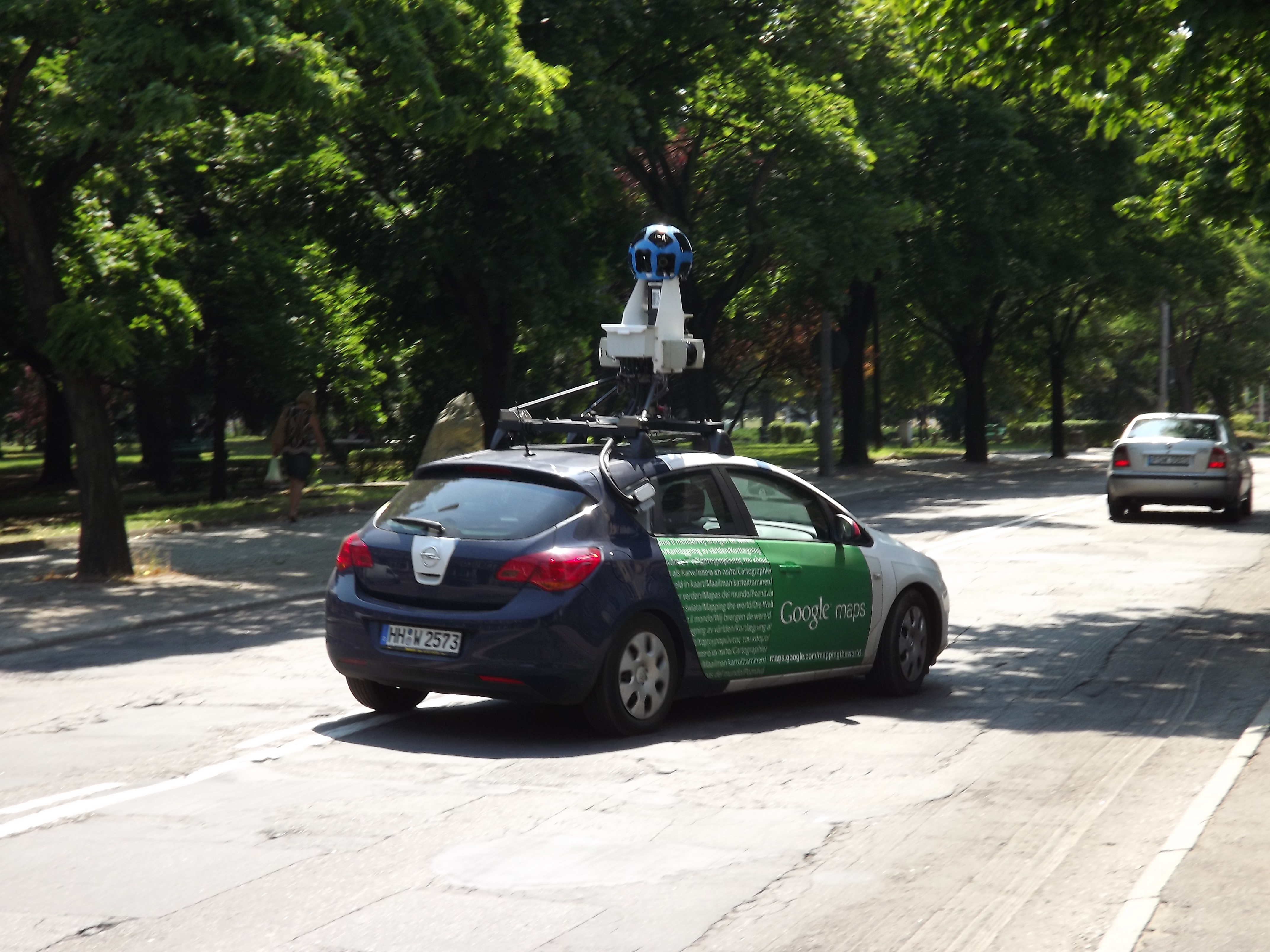
Exemple de navigation virtuelle de Google Street View.

Le projet GeoGuessr est né de l’adoration de Wallén pour la visite d’endroits lointains sur Google Street View. Il décide d’ajouter un côté gaming à la chose, et développe alors son propre site web pour le jeu. Il réalise celui-ci en quelques semaines, étalées sur une période de plusieurs mois, et se sert du framework Backbone.js de JavaScript, ainsi que de la version 3.0 de Google Maps API pour écrire et développer le jeu.
Le 18 avril 2013, le jeu est présenté pour la première fois sur Reddit comme un petit projet voulant recueillir des retours utilisateurs. La première version du jeu terminé est publiée en mai 2013 via le site Google Chrome Experiments. Le jeu connaît alors un relatif pic d'intérêt sur les réseaux sociaux.
Le 18 août 2019, moins d'un an après l'augmentation des tarifs d'accès aux API Google, GeoGuessr restreint l'accès gratuit au jeu avec des alternatives libres et gratuites Mapillary et OpenStreetMap.

## Système de jeu
Le joueur est placé de manière aléatoire dans Google Street View : les lieux disponibles se limitent donc aux routes, rues, autoroutes, chemins, voies ou à d’autres endroits qui ont été photographiés par les équipes Google ou des contributeurs de Google Street view, ce qui exclut donc pour l'heure la majorité des régions d’Asie, d’Afrique, les zones isolées du Canada et de la Russie ainsi que certains pays d'Europe et d'Amérique du Sud.
Le Street View de GeoGuessr ne fournit aucune information au-delà des images de la rue virtuelle et d'une boussole. Des éléments tels que les panneaux, la végétation, les commerces, le climat, l’emplacement du soleil dans le ciel ainsi que les points de repère sont les seuls indices pouvant aider le joueur à déduire son emplacement géographique. Le joueur peut également se déplacer le long de voies de communication grâce aux commandes directionnelles habituellement fournies par Street View.
Pour localiser son point de départ, le joueur peut utiliser un ensemble de connaissances, regroupé sous le terme de « meta » : il désigne l'ensemble des signes et astuces qui ne sont pas liées à la géographie des lieux ou à la culture. Il est par exemple souvent possible de deviner le pays dans lequel on se trouve en observant uniquement les caractéristiques de la Google car (toiture, couleur, rétroviseurs, etc.) qui véhicule la caméra. Le scotch noir sur le toit de la voiture au Ghana est par exemple devenu un mème au sein de la communauté des joueurs. La caméra elle-même peut également fournir des indices, différentes générations de caméra ayant été utilisées lors de la prise d'images, ce qui permet aux joueurs expérimentés d'obtenir une information supplémentaire sur les pays possibles. D'autres astuces existent, comme les bugs visuels dans le ciel ou le fait d'être plus proche du sol.

### Attribution des points
Une fois que le joueur est prêt à deviner son emplacement, il place un marqueur sur la carte mondiale Google à sa disposition, qu’il peut déplacer, agrandir ou réduire à sa guise. Après avoir définitivement validé l’emplacement comme estimation, GeoGuessr révèle la véritable position géographique du lieu et attribue au joueur un score en fonction de la distance à laquelle le joueur a deviné l'emplacement réel.
Les scores varient entre 0 (si le joueur a parfaitement raté son estimation, ce qui est rare) jusqu’à 5 000 points au maximum. Si le joueur se situe dans un rayon de 25 à 180 mètres de l'objectif (plus la carte jouée est petite, plus la marge d'erreur pour obtenir le score parfait l'est aussi), il se voit alors attribuer le score maximum. Une partie se compose de 5 rounds (donc 5 emplacements à deviner), la meilleure partie possible est donc d’arriver au score de 25 000 points.

### Modes
En plus du mode de base Monde (incluant le monde entier), le joueur peut choisir une zone limite dans laquelle il veut apparaître (États-Unis, Union Européenne, Pays-Bas, Haute-Loire, etc.) ; ou bien déterminer des centres d’intérêts pour des lieux (stades de football, lieux touristiques célèbres, capitales asiatiques, etc.).
En décembre 2020, le site lance le nouveau mode Battle Royale dans lequel plusieurs joueurs réunis simultanément sur un même point doivent trouver le bon pays avant leurs adversaires.
Le 7 mars 2022 commence la première saison de compétition sur Geoguessr. Elle repose sur les épreuves de Battle Royale Countries, Battle Royale Distance et Duels. Chaque saison dure 6 semaines. Du lundi au jeudi, les joueurs jouent pour se qualifier afin de participer aux Week-End Series qui se déroulent du vendredi au dimanche. Durant les Week-Ends Series, les participants effectuent 5 parties dans chacun des modes de jeu, et leurs résultats à chaque partie leur attribuent un certain nombre de points. Le total des points accumulés par chaque joueur permet de leur attribuer une place au classement général de la saison.

### Cartes
Une sélection de cartes sont définis par le jeu selon des zones géographiques pré-établis mais les joueurs peuvent également créer des cartes avec un ensemble de points choisis et les publier à leur nom. Deux types de cartes sont recensés :
- Maps Area : Une zone géographique est définie par le créateur de la map, qui n'a pas le contrôle sur chacun des points. Généralement, il s’agit d'un continent, d'un pays entier, d'une ville ou un quartier. Si le monde entier est entouré par le créateur, il s'agit alors de la même carte que la carte officielle World publiée par GeoGuessr. Ces cartes sont peu utilisées dans les différentes compétitions.
- Maps Handpicked : Chaque point d'apparition possible est choisi à la main, selon une thématique, un pays, une région du monde, etc. Il est aussi possible d'utiliser des outils externes pour générer des cartes. Il est par exemple possible d'utiliser Open Street Map pour n'avoir que des points au niveau d'intersection (IntersectionGuessr).

### Records
Il n'existe pas un unique record sur GeoGuessr au vu de la quantité des cartes disponibles et des modes de jeu différents.
Le speedrun sur le jeu consiste à réaliser dans le temps le plus bref le score parfait de 25000 sur la carte. Pendant longtemps, « A Diverse World », créée à la main par Mapper, a été la carte référence pour les différents records et particulièrement pour le speedrun, elle a été supprimée par son auteur en juillet 2023.
Depuis 2022, la carte Handpicked « A community World » s'est imposée pour le speed-run, elle est aussi utilisée dans les modes de jeu compétitifs de l'éditeur. De nombreux speed-runs sont faits sur des cartes d'un pays en particulier.
D'autres records peuvent consister en l'obtention du meilleur score dans un mode de jeu et une carte particulière. Une autre catégorie importante concerne les records de country streak, où le joueur doit correctement deviner le pays plusieurs fois d'affilée, où les modes de jeu peuvent varier.

## Modèle économique
A ses débuts, le jeu est en libre accès, sans nécessité de s'inscrire. En 2019, en raison de la hausse de prix de l'API Google Maps, le jeu met en place un abonnement payant afin de continuer de profiter du jeu de façon illimité. L'accès gratuit est conservé mais limité à quelques parties par jour.
En février 2024, le jeu devient totalement payant : un abonnement est obligatoire pour pouvoir accéder au jeu, avec une hausse du prix des abonnements, la première depuis son introduction en 2019.

## Réception

### En France
En France, un nouvel engouement se crée en 2020 pour le jeu durant les confinements dus au COVID-19. Sur Twitch, des streamers comme Antoine Daniel participent à ce second souffle, à travers notamment le rendez-vous dominical du Geomerding. Le 8 juillet 2021 et le 21 octobre 2021, plusieurs streamers participent, en direct et en présentiel, à une émission en plateau sur GeoGuessr : Touche pas à ma map.

### Recherche en IA
En juillet 2023, des chercheurs de l’université Stanford ont présenté PIGEON, un modèle d’apprentissage profond pour la géolocalisation d’images à l’échelle planétaire. Le modèle a été spécifiquement entraîné sur des images issues du jeu GeoGuessr, prenant en entrée des panoramas de quatre images Street View, et atteint des performances inédites : 40,4 % de ses prédictions tombent dans un rayon de 25 km de la localisation correcte, et il a surpassé à six reprises consécutives l’un des meilleurs joueurs professionnels du jeu, Trevor Rainbolt, se classant ainsi dans le top 0,01 % des joueurs.
Les auteurs ont également développé PIGEOTTO, une variante du modèle entraînée sur un large jeu de données diversifié (plus de 4 millions d’images issues de Flickr et Wikipédia), sans données Street View, qui établit de nouveaux records sur plusieurs benchmarks de géolocalisation d’images, démontrant une capacité de généralisation à des lieux non vus lors de l’entraînement.
Les résultats suggèrent que ces approches ouvrent la voie à des systèmes de géolocalisation d’images extrêmement précis, avec des applications potentielles en recherche climatique (par exemple, pour l’analyse de l’évolution des paysages), mais aussi des implications en matière de vie privée et de sécurité, la reconnaissance rapide de lieux extérieurs posant des questions éthiques importantes. Le code et les modèles pré-entraînés sont mis à disposition par les auteurs pour la communauté scientifique.

## Compétition

### GeoguessrTeam World Cup
En 2022, la Ligue GeoGuessr (appelée à l'époque La Ligue Intercommu), la principale communauté française de joueurs compétitifs du jeu, organise la première LAN GeoGuessr au monde sous le nom de GeoGuessr Team World Cup. Elle se déroule à Paris le 22 octobre 2022 et rassemble des équipes du monde entier. L'événement est diffusé sur Twitch et commenté notamment par Antoine Daniel, Aypierre, Etoiles, MisterMV ou encore Monté. Le tournoi rassemble 30 équipes de trois ou quatre joueurs, qui sont réparties en trois poules. Les cinq premières équipes, plus la meilleure sixième, disputent ensuite les huitièmes de finale. Les Speed Plonkers et A Community Team dominent les poules 1 et 2, avant de se retrouver en finale. Les Speed Plonkers l'emportent finalement 3-0 et soulèvent le trophée.
| Édition | Année | Hôte           | Vainqueur                                  | Finaliste                                        |
| ------- | ----- | -------------- | ------------------------------------------ | ------------------------------------------------ |
| 1re     | 2022  | France (Paris) | Speed Plonkers ( Blinky - Kodiak - Maccem) | A Community Team ( Toro3317 - matepotato - Radu) |

### World Cup

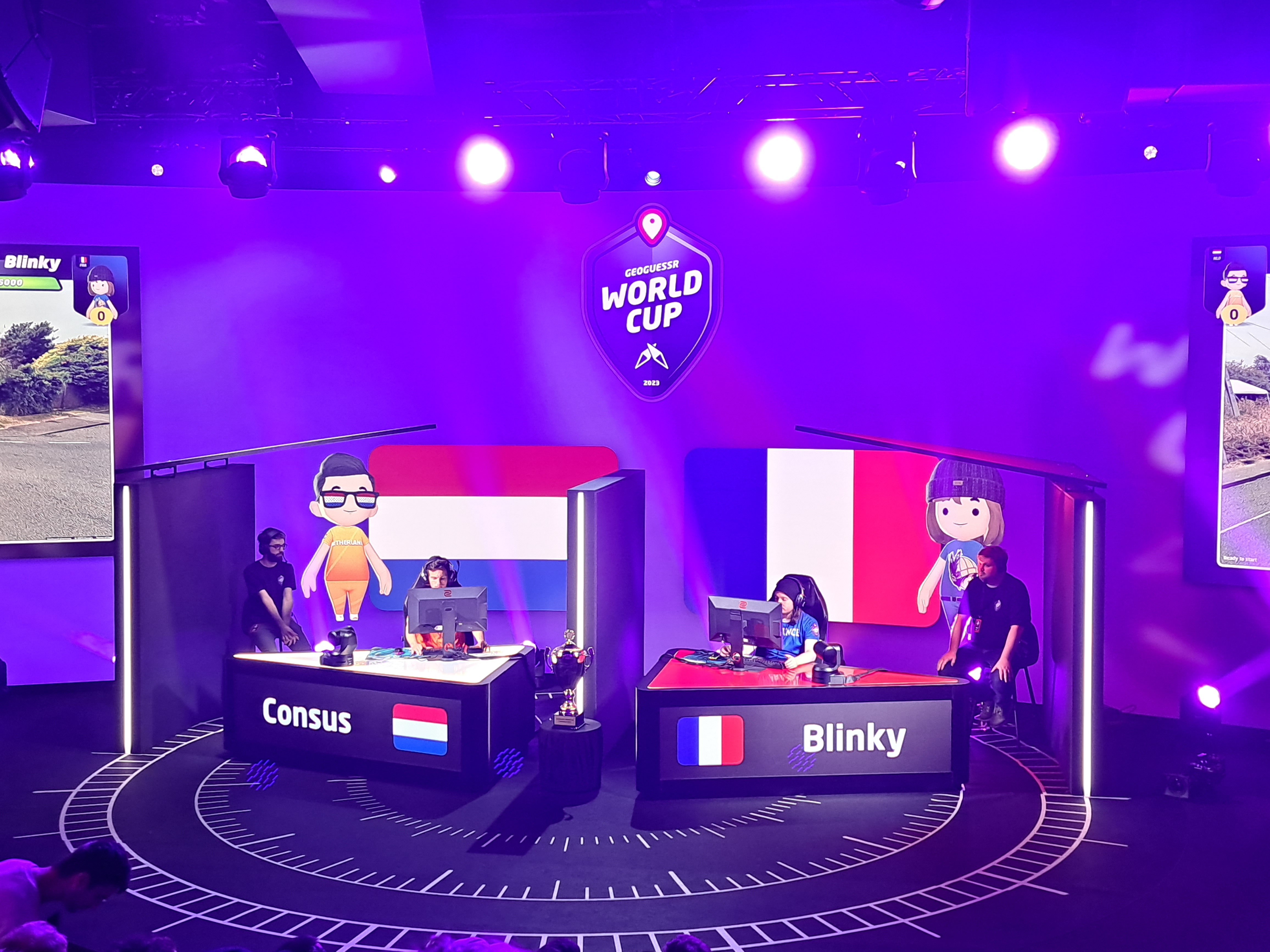
Finale de World Cup 2023, Consus contre Blinky.

En 2023, l'équipe de développement du jeu annonce l'organisation d'une coupe du monde individuelle, dont la première édition se déroule les 13 et 14 octobre 2023 à Stockholm.
La compétition regroupe 24 joueurs, dont 20 invités. Ces derniers sont des joueurs reconnus pour leur talent et souvent des créateurs de contenu célèbres dans la communauté. Les 4 derniers participants sont qualifiés via un tournoi de qualification organisé le 26 août 2023, se déroulant en ligne et présenté en direct depuis Stockholm par Trevor Rainbolt,.
| Édition | Année | Hôte                  | Vainqueur              | Finaliste              |
| ------- | ----- | --------------------- | ---------------------- | ---------------------- |
| 1re     | 2023  | Suède (Stockholm)     | Consus                 | Blinky                 |
| 2e      | 2024  | Suède (Stockholm)     | Blinky                 | MK                     |
| 3e      | 2025  | Danemark (Copenhague) | Finale le 30 août 2025 | Finale le 30 août 2025 |

### Compétitions nationales
Au delà des compétitions d'envergures mondiales, diverses compétitions d'envergures nationales se mettent en place, organisées par les communautés locales. La communaute française a été pionnière dans cette direction avec la Coupe de France de Geoguessr, première LAN nationale au monde. A partir de 2025, d'autres LANs ont commencées à se mettre en place ailleurs, comme aux Pays-Bas avec la NKGeoguessr.

### Modes de jeu
Pour lutter contre le côté répétitif du jeu, plusieurs modes de jeu sont créés pour les compétitions, en faisant varier divers paramètres : temps du round, possibilités de déplacement et de zoom, coopération, etc. Un des modes les plus connus est le NMPZ (« No move, no pan, no zoom »), un mode dans lequel les joueurs ne disposent que d'une seule image pour deviner leur emplacement.

### Site officiel
1. 1 2  « GeoGuessr - Let's explore the world! », sur geoguessr.com (consulté le 5 mai 2018)
2. ↑  « GeoGuessr - Let's explore the world! », sur geoguessr.com (consulté le 5 mai 2018)
3. ↑  « GeoGuessr - Let's explore the world! », sur geoguessr.com (consulté le 5 mai 2018)
4. ↑  (en) « Competitive - GeoGuessr », sur geoguessr.com (consulté le 22 mars 2022)